# Венема, Аннеке
Йоханна Аннехин «Аннеке» Венема (нидерл. Johanna Annechien "Anneke" Venema; род. 19 января 1971) — нидерландская гребчиха, призёр чемпионата мира по академической гребле, а также Летних Олимпийских игр 2000 года.

## Биография
Аннеке Венема родилась 19 января 1971 года в нидерландском городе Веендам (провинция Гронинген). Тренировалась в клубе Gyas AGSR (Гронинген). Профессиональную карьеру гребца начала в 1994 году.
Первые профессиональные соревнования на международной арене, в которых Венема приняла участие, был чемпионат мира по академической гребле 1994 года в Индианаполисе (США; 1994 WORLD ROWING CHAMPIONSHIPS). В финале заплыва восьмёрок с рулевой нидерландская команда гребцов с результатом 06:10.000 заняла 4 место, уступив призовые места соперницам из Румынии (06:08.550 — 3е место), США (06:08.240 — 2е место) и Германии (06:07.420 — 1е место).
Бронзовую медаль принесло участие Венема на чемпионате мира по академической гребле 1995 в Тампере (Финляндия). В заплыве восьмёрок с рулевой её команда заняла третье место. С результатом 06:54.250 они уступили первенство командам из Румынии (06:52.760 — 2е место) и США (06:50.730 — 1е место).
На Летние Олимпийские игры 2000 года в Сиднее (Австралия) Венема отправилась в составе нидерландкой восьмёрки с рулевой. Во время заплыва её команда финишировала второй и выиграла серебряные медали. С результатом 06:09.390 нидерландские гребцы уступили первенство соперницам из Румынии (06:06.440 — 1е место), но обогнали канадок (06:11.580 — 3е место).